# Jusuf Hatunić
Jusuf Hatunić (* 17. Oktober 1950 in Dobošnica, SFR Jugoslawien; † 11. Mai 1991 in Belgrad, SFR Jugoslawien) war ein jugoslawischer Fußballspieler.

## Spielerkarriere
In jungen Jahren spielte Hatunić für den regionalen Fußballverein FK Željezničar seines Geburtsortes Dobošnica und zeigte sehr früh außergewöhnliche Abwehrqualitäten. Im Alter von 19 Jahren ging er zum damaligen jugoslawischen Erstligisten FK Sloboda Tuzla, mit welchem er zwei Jahre später den jugoslawischen Pokal erringen konnte. Mit 26 Jahren wechselte er zum FK Partizan Belgrad und wurde dort ein Jahr später jugoslawischer Meister. Nach einem kurzen Zwischenstopp beim türkischen Klub Galatasaray Istanbul kehrte er wieder zu FK Partizan Belgrad zurück, bevor er seine Karriere beim damaligen jugoslawischen Zweitligaklub FK Rad beendete. Jusuf Hatunić nahm zwischen 1972 und 1978 an insgesamt acht Spielen für Jugoslawien teil und agierte dort auch als Kapitän der Nationalmannschaft.
Hatunić spielte vorwiegend im defensiven Mittelfeld und galt als sehr robuster und physisch starker Spieler.

## Erfolge
- Jugoslawischer Pokalfinalist 1970/71 (mit Sloboda Tuzla)[1]
- Jugoslawischer Meister 1977/78 (mit Partizan Belgrad)[2]